# Марибор (футбольний клуб)
«Ногометні Клуб Марибор» (словен. Nogometni Klub Maribor) — словенський футбольний клуб із однойменного міста, заснований 1960 року. Виступає у словенській Першій лізі. «Марибор» є одним із трьох клубів, який брав участь в усіх розіграшах чемпіонату Словенії.

## Досягнення
Чемпіонат Словенії:
Чемпіон (16): 1996/97, 1997/98, 1998/99, 1999/00, 2000/01, 2001/02, 2002/03, 2008/09, 2010/11, 2011/12, 2012/13, 2013/14, 2014/15, 2016/17, 2018/19, 2021/22
Срібний призер (8): 1991/92, 1992/93, 1994/95, 2009/10, 2019/20, 2020/21, 2023/24, 2024/25
Кубок Словенії:
Володар кубка (9): 1991/92, 1993/94, 1996/97, 1998/99, 2003/04, 2009/10, 2011/12, 2012/13, 2015/16
Фіналіст (6): 2006/07, 2007/08, 2010/11, 2013/14, 2018/19, 2022/23
Суперкубок Словенії:
Володар кубка (4): 2009, 2012, 2013, 2014
Фіналіст (2): 2010, 2011
Дубль (ліга + кубок): 1996/97, 1998/99, 2011/12, 2012/13